# NGC 5196
NGC 5196 (другие обозначения — ZWG 17.2, NPM1G -01.0380, PGC 47540) — галактика в созвездии Дева.
Этот объект входит в число перечисленных в оригинальной редакции «Нового общего каталога».